# Charon grayi
Charon grayi är en spindeldjursart som först beskrevs av Paul Gervais 1842.  Charon grayi ingår i släktet Charon och familjen Charontidae. Inga underarter finns listade i Catalogue of Life.